# Jorge Balliengo
Jorge Esteban Balliengo (né le 5 janvier 1978 à Rosario) est un athlète argentin, spécialiste du lancer du disque.

## Biographie
Avant de devenir lanceur de disque, il débute par le saut en hauteur où son record est de 2,09 m, mesure avec laquelle il remporte une médaille de bronze aux Championnats continentaux juniors en 1996.

### Palmarès
| Date | Compétition                    | Lieu         | Résultat | Performance |
| ---- | ------------------------------ | ------------ | -------- | ----------- |
| 2003 | Championnats d'Amérique du Sud | Barquisimeto | 2e       | 55,22 m     |
| 2004 | Championnats ibéro-américains  | Huelva       | 3e       | 59,24 m     |
| 2005 | Championnats d'Amérique du Sud | Cali         | 1er      | 60,97 m     |
| 2006 | Championnats ibéro-américains  | Ponce        | 1er      | 59,62 m     |
| 2006 | Championnats d'Amérique du Sud | Tunja        | 1er      | 60,19 m     |
| 2008 | Championnats ibéro-américains  | Iquique      | 1er      | 59,43 m     |
| 2009 | Championnats d'Amérique du Sud | Lima         | 2e       | 58,04 m     |
| 2011 | Championnats d'Amérique du Sud | Buenos Aires | 5e       | 56,82 m     |
| 2011 | Jeux panaméricains             | Guadalajara  | 10e      | 51,93 m     |
| 2012 | Championnats ibéro-américains  | Barquisimeto | 6e       | 55,88 m     |

### Records
Le 15 avril 2006 à Rosario, Jorge Balliengo réalise 66,32 m ce qui constitue le record d'Amérique du Sud jusqu'en 2019.
| Épreuve          | Performance | Lieu    | Date          |
| ---------------- | ----------- | ------- | ------------- |
| Lancer du disque | 66,32 m     | Rosario | 15 avril 2006 |